# Ismail Kadare

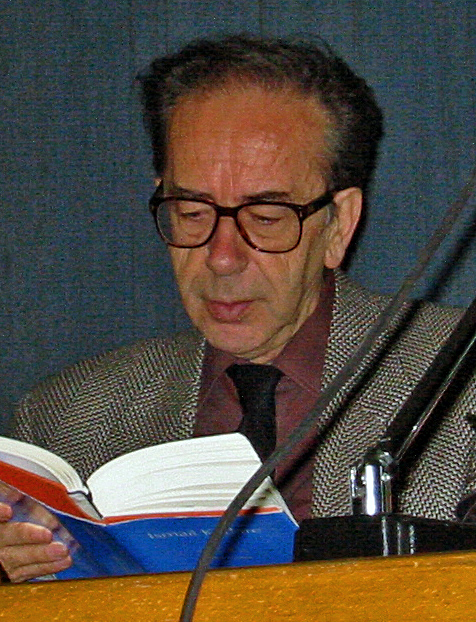
Ismail Kadare (2002)

Ismail Kadare [ismaˈil kadaˈɾɛ] ⓘ (* 28. Januar 1936 in Gjirokastra; † 1. Juli 2024 in Tirana; selten auch Ismail Kadaré) war ein albanischer Schriftsteller. Häufiges Thema seiner Romane ist das Leben in totalitären Regimen, oft in einen historischen Kontext verwoben. Er gilt als der international erfolgreichste und meistübersetzte albanische Autor. Sein Werk zählt zum Kanon der albanischen Literatur mit vielfältigen, anhaltenden Wirkungen. Neben Romanen veröffentlichte er auch einige Novellen, Gedichte und Essays.

## Leben und Werk

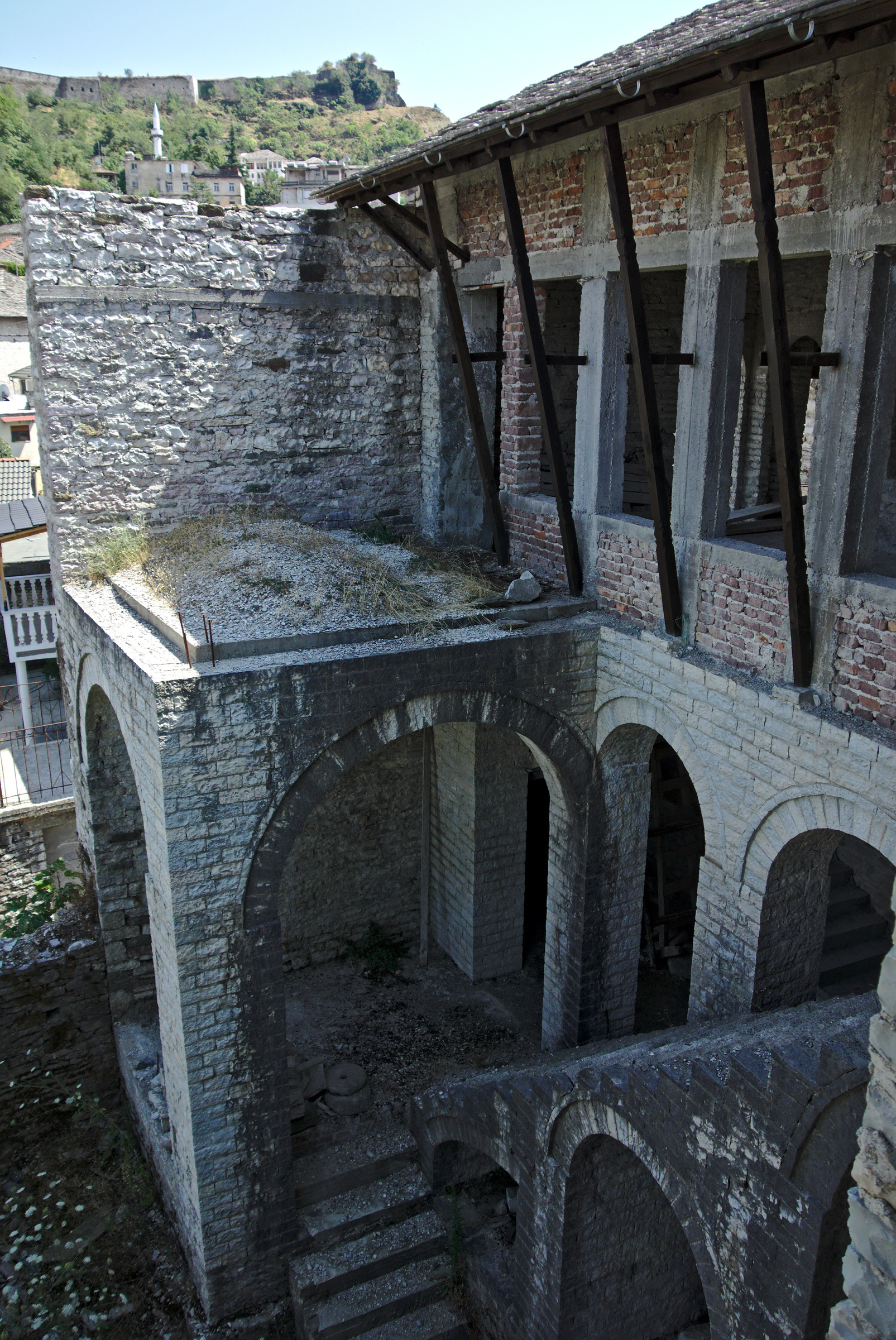
Das Geburtshaus Kadares im typischen osmanischen Stil (Foto: 2013)

### Herkunft und Ausbildung
Ismail Kadare wurde im südalbanischen Gjirokastra als Sohn des in bescheidenen Verhältnissen lebenden Gerichtsboten Halit Kadare und der Hausfrau Hatixhe Dobi geboren. Sein Großvater mütterlicherseits war ein gebildeter und wohlhabender Mann. Zur Zeit des Zweiten Weltkriegs und der Besetzung Albaniens wechselten die Besatzer seiner Heimatstadt regelmäßig. Über diese Erfahrungen in seiner Kindheit erzählt er im Roman Chronik in Stein, der 1971 erschien. Obwohl Kadare es nicht erwähnt, wird dieses Werk als autobiographisch bewertet.
Im Alter von zwölf Jahren wurde er zusammen mit einem Freund wegen Geldfälschens mit geschmolzenem Blei von den kommunistischen Behörden verhaftet und verbrachte zwei Tage im Gefängnis. Kadare schloss die Sekundarschule in seiner Geburtsstadt ab. Anschließend studierte er an der Fakultät für Geschichte und Philologie der Universität Tirana Sprachen und Literatur.
1956 erhielt er das Lehrerdiplom und studierte danach während der Chruschtschow-Ära bis zum Abbruch der politischen Beziehungen Albaniens zur Sowjetunion im Jahr 1960 Literaturwissenschaft am Maxim-Gorki-Literaturinstitut in Moskau. Dort hatte er Gelegenheit, ins Russische übersetzte zeitgenössische westliche Literatur zu lesen. Kadare betrachtete Maxim Gorkis Lehren als „tödlich für die wahre Literatur“. Er lehnte den Kanon des Sozialistischen Realismus ab und verpflichtete sich innerlich, das Gegenteil von dem zu tun, was die Dogmatik im Bereich der „guten Literatur“ lehrte. Den Aufenthalt in der Sowjetunion verarbeitete er 1978 in seinem autobiographischen Roman Die Dämmerung der Steppengötter.

### Schriftsteller im sozialistischen Albanien
In den frühen 1960er Jahren war Kadare vor allem als Lyriker populär. 1959 schrieb er seinen Roman Qyteti pa reklama (deutsch Die Stadt ohne Reklamen). Dieser kritisierte den Sozialistischen Realismus. Wegen seines heiklen Inhalts konnte er ihn nicht veröffentlichen. Einige Jahre später publizierte er einen Teil des Romans getarnt als Novelle unter dem Titel Kaffeehaustage im Magazin Zëri i Rinisë. Sie wurde sofort nach dem Erscheinen verboten. Der Roman selbst blieb bis zum Fall des Regimes unveröffentlicht.
1963 erschien sein bekanntester Roman, Der General der toten Armee. Von offiziellen Literaturkritikern wurde das Werk kritisiert und danach ignoriert. Anlass dafür war, dass Kadare darin unter anderem den realsozialistischen Stil gemieden hatte und die Partei der Arbeit Albaniens ignoriert wurde. Im Januar 1965 wurde sein Roman Das Ungeheuer in der Zeitschrift Nëntori veröffentlicht, aber gleich nach seinem Erscheinen als „dekadent“ etikettiert und verboten. In literaturkritischen Schriften der 1960er Jahre wurde Kadare manchmal geraten, wie er in Zukunft schreiben sollte, manchmal nur nebenbei erwähnt und meistens ignoriert.
Im Westen hatte Kadare mit Der General der Toten Armee seinen literarischen Durchbruch. 1970 wurde dieser Roman in Paris veröffentlicht und von der französischen Kritik gefeiert. Das Werk wurde auch verfilmt (unter anderem mit Michel Piccoli und Marcello Mastroianni). Die Veröffentlichung dieses Werkes im Westen markiert die radikale Veränderung des staatlichen Verhaltens gegenüber dem Schriftsteller. Da Kadares Literatur plötzlich ein Einflussfaktor wurde, wurde sie von nun an von der Geheimpolizei und dem Amt für Veröffentlichungen ständig unter die Lupe genommen. Kadares Feinde in der Geheimpolizei und die alte Garde des Politbüros der albanischen Arbeiterpartei beschuldigten ihn wiederholt, ein westlicher Agent zu sein; das war einer der gefährlichsten Vorwürfe, die zu dieser Zeit gemacht werden konnten. Die ältere Generation von Schriftstellern und Kritikern war extrem erbost: „Dieser Roman wurde von der Bourgeoisie veröffentlicht und dies kann nicht akzeptiert werden“, heißt es in einem Bericht der damaligen Geheimpolizei. Die Schriftsteller schlossen sich zusammen gegen den „Liebling des Westens“. Kurz nach seinem literarischen Durchbruch im Ausland im Jahr 1970 wurde Kadare vom albanischen Regime dazu bestimmt, Parlamentsabgeordneter zu werden.
Von Kadares weiteren Romanen fanden viele auch im Ausland Beachtung. Wenn er auch systembedingt in seinem Schaffen zahlreichen Einschränkungen und Zensurmaßnahmen unterworfen war, machte sein Ruhm im Ausland ihn für das Regime bis zu einem bestimmten Grad unantastbar.
Nachdem er 1975 die Behörden mit einem politischen Gedicht beleidigt hatte, wurde er zur Strafe für einige Zeit zur Zwangsarbeit aufs Land geschickt. Außerdem wurde ihm das Veröffentlichen von Romanen verboten, sodass er diese nach seiner Rückkehr nach Tirana als Novellen getarnt herausgeben ließ. So erschienen 1978, 1980 und 1986 drei Sammelbände mit jeweils vier oder mehr Novellen.
1981 veröffentlichte er den Roman Der Palast der Träume, eine Parabel über einen diktatorischen Staat, der die Träume seiner Untertanen überwacht und interpretiert, um so potenzielle Verschwörungen gegen sich aufzudecken. Er wurde nach Erscheinen verurteilt und schließlich verboten. Kadare wurden versteckte Angriffe auf das Regime und Anspielungen auf die gegenwärtige Situation in Albanien vorgeworfen, jedoch bewahrte ihn sein internationales Renommee vor potenziellen Konsequenzen. Im selben Jahr hatte er auch den Roman Konzert am Ende des Winters an den Staatsverlag geschickt. Der Roman wurde von Partei- und Staatsämtern als antikommunistisches Werk, als Spott des politischen Systems und als offener Widerstand gegen die kommunistische Ideologie angesehen und blieb daher bis mehrere Jahre nach Enver Hoxhas Tod unveröffentlicht. Zu dieser Zeit wies Hoxha den Geheimdienst Sigurimi an, Dokumente vorzubereiten, um Kadare zu verhaften und als Verschwörer und Staatsfeind zu verurteilen.
Nach dem Selbstmord des Premierministers Mehmet Shehu wurden zahlreiche Partei- und Staatsfunktionäre verhaftet. Aufgrund weiterer beunruhigender Umstände schloss Kadare, dass er sich in Gefahr befand. Die Zeit schien reif, ihn als Feind der Partei und der Diktatur des Proletariats zu verurteilen. Es wurden zehn erzwungene Aussagen über seine feindlichen Aktivitäten vorbereitet, die wichtigsten von Fiqirete Shehu, der Ehefrau des verstorbenen Premierministers Mehmet Shehu, und von Gesundheitsminister Llambi Ziçishti. Kadare sollte vorgeworfen werden, die Parteilinie in Kunst und Kultur sabotiert zu haben. Bashkim Shehu bezeugte, er sei eine Woche lang über Kadare verhört worden. Die westliche Presse verteidigte ihn. In einem Artikel in der französischen Zeitschrift Lire schrieb Bernard Pivot, Frankreich sei besorgt, dass Kadare nicht auf die Einladung nach Paris reagiere. Laut Spartak Ngjela waren einige französische Schriftsteller und Intellektuelle, unter anderem Alain Bosquet, bereit, Kadare sofort zum Dissidenten zu erklären, sollte er verhaftet werden, und Hoxha wurde darüber vom Geheimdienst informiert. Er soll danach in einer Sitzung des Politbüros gerufen haben: „Ich gebe dem Westen keinen Dissidenten!“
In den 1980er Jahren schmuggelte Kadare mit Hilfe seines französischen Herausgebers Claude Durand einige seiner regimekritischen Manuskripte aus Albanien und deponierte sie in Frankreich; unter anderem Agamemnons Tochter und Die Flucht des Storchs.
Robert Elsie, ein Albanologe und Experte für albanische Literatur, betonte, dass die Bedingungen, unter denen Kadare in Albanien lebte und seine Werke veröffentlichte, nicht mit denen in anderen kommunistischen Ländern Europas vergleichbar gewesen seien, in denen zumindest ein gewisses Maß an öffentlichem Widerspruch toleriert wurde. Vielmehr sei die Situation damals in Albanien vergleichbar mit Nordkorea oder der Sowjetunion in den 1930er Jahren unter Stalin. Trotzdem nutzte Kadare jede Gelegenheit, um das Regime in seinen Werken mit politischen Allegorien anzugreifen, die von gebildeten albanischen Lesern verstanden wurden.

### Poetologie
In einem 1990 in der Literaturzeitschrift Sinn und Form erschienenen Gespräch mit Charles Haroche berichtete Kadare über seine familiäre Herkunft, seine ersten prägenden Lektüreerlebnisse und über sein eigenes Schreiben, für das unter anderem seine „besondere Vorliebe für die Welt der griechischen Antike und ihre Literatur“ eine große Rolle spielte. Ebenfalls prägend sei seine Jugend in Gjirokastra gewesen, „wo die ganze Landschaft an die griechischen Mythen erinnerte (Flüsse, von denen es hieß, sie führten in die Unterwelt, Zaubergrotten, Ruinen einstiger Theater).“ Die Verknüpfung von Gegenwart und Vergangenheit biete sich für Literatur an, wie sie auch der menschlichen Natur inhärent sei. Gefragt nach den Ansprüchen des sozialistischen Realismus in der modernen albanischen Literatur antwortete er: „Diese Frage habe ich erwartet. Sie gehört unvermeidlich in jedes Interview, das ich mit Ausländern habe. […] Was soll ich Ihnen über den sozialistischen Realismus sagen, ohne ungenießbar zu werden, was ja unvermeidlich der Fall ist, wenn eine bestimmte Frage immer wiederkehrt und nur einer da ist, um sie zu beantworten? […] Und welches sind denn eigentlich die Regeln, denen diese Methode angeblich gehorcht? […] Es bleibt mir nur übrig, wie der Heilige Augustinus zu antworten: ‚Ich weiß, was die Zeit ist, aber wenn man mich danach fragt, kann ich es nicht erklären.‘“ Das albanische Publikum halte er für „normal und gesund“, weil es sich „weder von seichter Literatur noch von in der Kunst unnötigen Komplikationen verführen“ lasse. Dieses Publikum würde zum Beispiel Hamlet mögen, Don Quijote, Vater Goriot oder Die verlorene Ehre der Katharina Blum oder die Chronik eines angekündigten Todes von Gabriel García Márquez, und deshalb vertraue er auch auf die Urteilsfähigkeit eines solchen Publikums.

### Zeit in Frankreich und Rückkehr
Aus Protest gegen die Verschleppung der Demokratisierung durch den Übergangsmachthaber Ramiz Alia ging Kadare im Oktober 1990 mit seiner Familie nach Frankreich und bekam dort politisches Asyl; er hatte sich zuvor schon mehrmals dort aufgehalten. Die Behörden seiner Heimat erklärten ihn zum Verräter. 1991 erschien der rechtfertigende Essay Printemps albanais. Ab 1996 war Kadare Membre associé étranger (Ausländisches assoziiertes Mitglied) der Académie des sciences morales et politiques in Paris.
Kadare kehrte 1999 in seine Heimat zurück und hatte seinen Wohnort wechselnd in Tirana und Paris. In den 1990er und 2000er Jahren wurde er mehrmals von Parteiführern der Demokratischen Partei Albaniens und der Sozialistischen Partei Albaniens sowie von Personen, die das Regime verfolgt hatte, gebeten, Präsident Albaniens zu werden, was er stets ablehnte.
2006 veröffentlichte Kadare einen Aufsatz über die kulturelle Identität der Albaner (Identiteti evropian i shqiptarëve, dt.: Die europäische Identität der Albaner), der in der albanischen Öffentlichkeit große Aufmerksamkeit erregte.
Kadare wurde mehrfach für den Nobelpreis für Literatur nominiert.

### Privates
Kadares Ehefrau Helena ist ebenfalls Schriftstellerin. Kadares Tochter Besiana studierte Literaturwissenschaften an der Sorbonne (Paris IV). Von 2011 bis 2016 war sie Botschafterin Albaniens in Frankreich. Seit Juni 2016 ist sie Ständige Vertreterin Albaniens bei den Vereinten Nationen und Botschafterin in Kuba. Anfang Juli 2024 verstarb Ismail Kadare im Alter von 88 Jahren in Tirana.

## Kontroversen und Kritik
Die Kritik an Kadare setzt sich nicht nur mit seinen Werken auseinander, sondern vor allem auch mit seiner politischen Haltung und seiner Einstellung zum kommunistischen System in Albanien.

### Nähe zum stalinistischen Regime
Nach der Wende wurde Kadare Nähe zum stalinistischen Regime zum Vorwurf gemacht, was bis zum Vorwurf der „Hoxha-Kadare-Diktatur“ (Kasëm Trebeshina) ging. Der deutsche Thomas Kacza warf Kadare vor, dass er gegen Hoxhas stalinistisches Regime, von dem sich Kadare heute deutlich distanziert, erst im Verlaufe des Jahres 1990 zu opponieren begann. Kacza machte den Vorwurf, Kadare sei als Mitglied der Partei der Arbeit und des Direktoriums des Schriftstellerverbands sowie als Parlamentsabgeordneter (1970–1982) lange ein Teil des Systems gewesen. Kacza vermutete, dass Kadare mehr Kritik äußerte, als sich das sonst jemand in Albanien erlauben konnte, da er von Enver Hoxha selber geschützt war. Der Journalist, Balkanexperte und Literaturkritiker Cyrill Stieger sieht in Kadare einen Profiteur des kommunistischen Systems und bezeichnet seine rechtfertigende Publikation Printemps albanais, in der er sich als Dissident darstelle und sein Werk als antikommunistisch bezeichne, als „peinlich“. Ulrich Enzensberger kritisierte Retuschen Kadares an früheren Werken, damit diese angeblich besser in einem antikommunistischen Licht erscheinen, wobei er sich wenig selbstkritisch zeigte.
Kadare blieb in Deutschland weithin ignoriert, unveröffentlicht und wurde als „Protegé von Hoxha“ gebrandmarkt. Beqë Cufaj sieht den Grund dafür in einigen jungen albanischen Schriftstellern, die angestiftet von Nexhmije Hoxha, der Witwe des Diktators, versuchten, Kadare und seine regimekritischen Werke zu diffamieren, damit sie selber als Dissidenten dastünden, obwohl Dissidenz in Enver Hoxhas Albanien unmöglich gewesen sei. Weiter wird die Kritik mit der Christa-Wolf-Debatte in Deutschland in Zusammenhang gebracht, wobei öfters auf „fragwürdige Quellen aus der zerstrittenen albanischen Literaturszene“ zurückgegriffen worden sei. Ardian Klosi sah in ihm sowohl einen Kritiker als auch einen Unterstützer des kommunistischen Systems in Albanien.
Die Gedichte aus der jungen Zeit Kadares im Stil des Sozialistischen Realismus bezeichnete Kadare selber als „künstlerisch schwach“.
2015 und 2016 wurden zwei Bände mit den Titeln „Kadare, denunziert“ (Kadare i denoncuar) und „Kadare in den Dokumenten des Palastes der Träume“ veröffentlicht, mit unbekannten Archivdokumenten der Sigurimi und des Zentralkomitees der Partei der Arbeit Albaniens, die als streng geheim eingestuft worden waren; mit Sitzungsprotokollen der Liga der Schriftsteller, mit Analysen, Kritik, Beweisen, Berichten, Anschuldigungen und Denunziationen gegen den Schriftsteller Ismail Kadare. Es wurden erstmals einige Auszüge aus dem Tagebuch von Enver Hoxha veröffentlicht, in denen er sich über Kadare äußert. In seinem Tagebuch vom 20. Oktober 1975 schrieb Hoxha u. a.:

„Es ist klar, dass Kadare konterrevolutionär ist, er ist gegen die Diktatur des Proletariats, gegen die Gewalt und Unterdrückung von Klassenfeinden, er ist gegen den Sozialismus im Allgemeinen und in unserem Land im Besonderen.“

Kadares Akte bei der Sigurimi der Zeit ist mit 1280 Seiten und vier Bänden die umfangreichste aller öffentlichen Persönlichkeiten Albaniens.

### Nationalismus
Ismail Kadare wird auch Nationalismus vorgeworfen. Ein Kritiker hatte geschrieben: „Wenn es um sein Land geht, ist Kadare so blind wie Homer.“ Kadare entgegnete, dass es sich hier um ein Missverständnis handle: „Ich denke, wir sind einer Meinung darin, dass Nationalismus nicht bedeutet, wenn man sein eigenes Volk liebt, sondern wenn man andere Völker nicht mag und sie nicht erträgt.“ Sein Übersetzer Joachim Röhm bestätigt, dass Kadare lediglich sein Heimatland und sein Volk verteidigte, wenn er sie ungerechten Angriffen ausgesetzt sah. Er weist darauf hin, dass man in seinen Werken nirgendwo auch nur den leisesten chauvinistischen Unterton entdecken könne. Kadare setzte sich mit den Vorwürfen in einem Interview mit Alain Bosquet auseinander, das in Frankreich als Buch erschienen ist.

### Ablehnung des albanischen Islam
Bereits in den 1990er Jahren begrüßte Kadare öffentlich das Religionsverbot in der Sozialistischen Volksrepublik Albanien, da er darin eine Möglichkeit der christlichen Wiederbekehrung der muslimischen Albaner sah: „Ich war davon überzeugt, dass Albanien sich dem christlichen Glauben zuwenden würde, weil es mit ihm die Kultur, Erinnerung und Nostalgie für die vortürkische Zeit verbindet. Jahr für Jahr wird sich die im Gepäck der Osmanen importierte islamische Religion erschöpfen – zuerst in Albanien und dann im Kosovo. So wird sich die christliche Religion, oder genauer die christliche Kultur, im Land einprägen. Dadurch wird bald aus einem Übel – das Verbot der Religion 1967 – etwas Gutes entstehen.“ (Ismail Kadare)
2006 veröffentlichte Kadare einen Aufsatz über die kulturelle Identität der Albaner, der in der albanischen Öffentlichkeit große Aufmerksamkeit erregte. Er vertrat darin die Auffassung, die Albaner seien eine westliche Nation, deren geistig-kulturelle Basis das Christentum sei; den Islam charakterisierte der konfessionslose Schriftsteller als eine den Albanern während der osmanischen Herrschaft aufgedrängte Religion mit überwiegend negativen Folgen für sie. Der bekannte albanische Autor und Literaturwissenschaftler Rexhep Qosja aus Montenegro widersprach dieser Auffassung vehement. Kadare äußerte sich auch später entsprechend und wurde von vielen stark kritisiert. So gilt Kadare beispielsweise für Edvin Hatibi als „Vertreter der antimuslimischen Mythologie in Albanien“.

## Würdigung

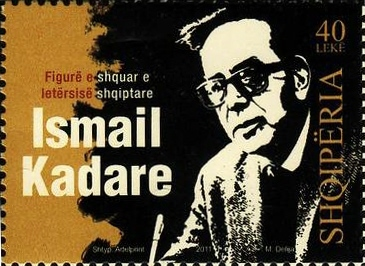
Albanische Briefmarke, 2011

Ismail Kadares Werk wurde in mehr als 45 Sprachen übersetzt. Nach Meinung der Stiftung Fürst von Asturien ist er einer der bedeutendsten europäischen Schriftsteller und Intellektuellen des 20. Jahrhunderts sowie eine Stimme der Weltliteratur gegen den Totalitarismus.

### Auszeichnungen
- 1992: Prix mondial Cino Del Duca[52]
- 1996: Ordre des Arts et des Lettres (Komtur)[53]
- 1998: Ehrenbürger von Tirana
- 2005: Man Booker International Prize
- 2009: Prinz-von-Asturien-Preis
- 2010: Premio Lerici Pea[54]
- 2015: Jerusalem-Preis
- 2016: Kommandeur der Ehrenlegion[55]
- 2017: Çmimi Letërsia Shqipe[56]
- 2019: Park-Kyung-ni-Literaturpreis[57]
- 2020: Neustadt International Prize for Literature[58]
- 2020: Großoffizier der Ehrenlegion[59]

### Museen
In Kadares ehemaliger Wohnung im Pallati me kuba in Tirana wurde ein kleines Museum eingerichtet. Sein Geburtshaus in Gjirokastra kann heute ebenfalls als Museum besichtigt werden.

## Werke (Auswahl)
Bei den Übersetzungen ins Französische durch Jusuf Vrioni wirkte Kadare mit, so dass aus diesen autorisierte Überarbeitungen der Originaltexte wurden. Die aktuellen Übersetzungen ins Deutsche stammen von Joachim Röhm.
- Der General der toten Armee („Gjenerali i ushtrisë së vdekur“, 1963). Fischer, Frankfurt 2006, ISBN 3-596-17353-1.
- Përbindëshi („Das Ungeheuer“). 1965
- Die Hochzeit („Dasma“, 1968). Marburg 1977
- Die Festung („Kështjella“, 1970). Dtv, München 1999, ISBN 3-423-11477-0.
- Chronik in Stein („Kronikë në gur“, 1971). Dtv, München 1999, ISBN 3-423-11554-8.
- November einer Hauptstadt („Nëntori i një kryeqyteti“, 1975). Neuer Malik, Kiel 1991, ISBN 3-89029-043-4.
- Der große Winter („Dimri i madh“, 1977). Dtv, München 1989, ISBN 3-423-11137-2.
- Der Schandkasten („Kamarja e turpit“, 1978). Dtv, München 1996, ISBN 3-423-12213-7.
- Die Brücke mit den drei Bögen („Ura me tri harqe“, 1978). Fischer, Frankfurt 2005, ISBN 3-596-15763-3.
- Die Dämmerung der Steppengötter („Muzgu i perëndive të stepës“, 1978). Fischer, Frankfurt 2016, ISBN 978-3-10-038414-0.
- Die Festkommission („Komisioni i festës“, 1978) Erschienen im Sammelband Die Schleierkarawane
- Doruntinas Heimkehr („Kush e solli Doruntinën?“, 1980). Dtv, München 1998, ISBN 3-423-12564-0.
- Der zerrissene April („Prilli i thyer“, 1980). Fischer, Frankfurt 2005, ISBN 3-596-15761-7.
- Der Palast der Träume („Pallati i ëndrrave“, 1981). Fischer, Frankfurt 2005, ISBN 3-596-15762-5.
- Die Schleierkarawane („Sjellësi i fatkeqësisë – Islamo nox“, 1984). Dtv, München 1994, ISBN 3-423-11909-8.[62]
- Nata me hënë („Nacht mit Mond“). 1985. Neuauflage: Onufri, Tirana 2004, ISBN 99927-59-34-8.
- Krushqit janë të ngrirë („Die Hochzeitsprozession wurde eingefroren“). 1986, Neuauflage: Onfuri, Tirana 2015, ISBN 978-9928-186-94-2.
- Das verflixte Jahr („Viti i mbrapshtë“, 1986). Ammann, Zürich 2005, ISBN 3-250-60044-X.
- Konzert am Ende des Winters („Koncert në fund të dimrit“, 1988). Dtv, München 1995, ISBN 3-423-11970-5.
- Dosja H („Die Akte H.“). 1990
- Der Blendferman („Qorrfermani“, 1991). Erschien auf Deutsch im Sammelband Der Raub des königlichen Schlafes
- Albanischer Frühling („Printemps albanais“, 1991). Neuer Malik, Kiel 1991, ISBN 3-89029-068-X.
- Die Pyramide („Piramida“, 1992). Fischer, Frankfurt 2014, ISBN 978-3-10-038410-2.
- Der Adler („Shkaba“, 1995). Erschien auf Deutsch im Sammelband Der Raub des königlichen Schlafes
- Spiritus („Spiritus“, 1996). Ammann, Zürich 2007, ISBN 978-3-250-60047-3.
- Der Raub des königlichen Schlafes: Kleine Romane und Erzählungen („Vjedhja e gjumit mbretëror“, 1999). Als Sammelband bei Ammann, Zürich 2008, ISBN 3-250-60048-2.[63]
- Tri këngë zie për Kosovën („Drei Trauerlieder für Kosovo“). Onufri, Tirana 1999, ISBN 99927-30-05-6.
- Lulet e ftohta të marsit („Die kalten Blumen des März“). Onufri, Tirana 2000, ISBN 99927-45-03-7.
- Përballë pasqyrës së një gruaje („Vor dem Spiegel einer Frau“, 2001) Erschien auf Deutsch im Sammelband Der Raub des königlichen Schlafs
- Jeta, loja dhe vdekja e Lul Mazrekut („Leben, Spiel und Tod von Lul Mazrek“). Onufri, Tirana 2000, ISBN 99927-53-04-8.
- Agamemnons Tochter („Vajza e Agamemnonit“ 2003). Erschien auf Deutsch im Sammelband Der Raub des königlichen Schlafs
- Der Nachfolger („Pasardhësi“, 2003). Ammann, Zürich 2006, ISBN 3-250-60046-6.
- Hija („Der Schatten“). Onufri, Tirana 2003, ISBN 99927-53-25-0.
- Çështje të marrëzisë („Eine Frage der Verrücktheit“). Onufri, Tirana 2005, ISBN 99927-45-19-3. Erschien auf Deutsch im Sammelband Geboren aus Stein, 2019.
- Ein folgenschwerer Abend („Darka e gabuar“, 2008). Ammann, Zürich 2010, ISBN 978-3-250-60049-7.
- Die Verbannte („E penguara: Rekuiem për Linda B.“, 2009). Fischer, Frankfurt 2017, ISBN 978-3-10-490519-8.
- Aksidenti („Der Unfall“). Onufri, Tirana 2010, ISBN 978-99956-87-12-0.
- Die Puppe („Kukulla“). Onufri, Tirana 2015, ISBN 978-9928-186-50-8. Erschien auf Deutsch im Sammelband Geboren aus Stein, 2019.
- Der Anruf („Kur sunduesit grinden“). Onufri, Tirana 2018, ISBN 978-9928-261-44-1. Fischer, Frankfurt 2025, ISBN 978-3-10-397633-5.

## Zitate
- „Ich kannte Literatur bevor ich Freiheit kannte, so dass es die Literatur war, die mich zur Freiheit führte, nicht umgekehrt.“[58]
- „Die Literatur ist ein Königreich, das ich mit keinem Land der Welt eintauschen möchte, selbst mit einer Republik nicht.“
- „Paradoxerweise kann sich auch in einem grausamen Regime erstklassige Literatur entwickeln – und ein solches Regime wird sogar versuchen, aus dieser Literatur Profit zu schlagen. Diktatorische Systeme zeichnen sich nicht nur durch Willkür, sondern auch durch List aus.“[64]